# Tom Clancy’s Splinter Cell: Blacklist
Tom Clancy’s Splinter Cell: Blacklist – trzecioosobowa skradanka należąca do serii Tom Clancy’s Splinter Cell. Została wyprodukowana przez Ubisoft Toronto wspomagane przez Ubisoft Montreal i Ubisoft Shanghai, oraz wydana przez Ubisoft. Jej premiera odbyła się 20 sierpnia 2013 roku w Ameryce Północnej, 22 sierpnia 2013 roku w Australii oraz 23 sierpnia 2013 roku w Europie.

## Fabuła
Grupa terrorystów zwanych Inżynierami domaga się od rządu Stanów Zjednoczonych wycofania wojsk amerykańskich z wszystkich zagranicznych misji. W przypadku, gdy żądania nie zostaną spełnione Inżynierowie mają dokonać serii ataków terrorystycznych. W celu zidentyfikowania i powstrzymania agresorów zostaje powołany zespół zwany Czwartym Eszelonem, którego członkiem staje się Sam Fisher.

## Rozgrywka
Tom Clancy’s Splinter Cell: Blacklist to trzecioosobowa skradanka, w której gracz wciela się w postać tajnego agenta Sama Fishera. Gracz może wykonywać misje pozostając w ukryciu i bez eliminacji wrogów. Przed każdą misją gracz może zakupić i wybrać ekwipunek, na który składa się kombinezon, gogle, broń oraz gadżety (m.in. granaty, miny, kamery i drony). W grze obecny jest system osłon. Gracz może przenosić ciała martwych, lub nieprzytomnych wrogów. Twórcy zaimplementowali także zmienną prędkość poruszania się głównego bohatera oraz możliwość zawołania przeciwnika. 

## Odbiór gry
Tom Clancy’s Splinter Cell: Blacklist uzyskała pozytywne oceny w agregatorach GameRankings i Metacritic. Recenzent serwisu Gry-Online zachwalał skradankowe elementy rozgrywki, możliwość eliminacji wrogów na różne sposoby i tryby rozgrywki wieloosobowej. Stwierdził także, że pomimo tego, że pierwsze misje są słabe to gra prezentuje wysoki poziom w drugiej połowie kampanii dla pojedynczego gracza. Skrytykował natomiast oprawę graficzną uznając ją za przestarzałą oraz animacje postaci. W swojej recenzji napisał także, że grze potrzeba końcowych szlifów. Redaktor portalu IGN, Ryan McCaffrey, także pochwalił tryby rozgrywki wieloosobowej oraz możliwość przechodzenia kampanii na różne sposoby. Docenił również fabułę w kampanii. Jako wady wymienił niedopracowane modele postaci poza głównym bohaterem, „screen tearing” na konsolach Xbox 360 i PlayStation 3 oraz spadki płynności na Wii U.